# Rosy Bindi
Rosaria Bindi (n. 12 februarie 1951, Sinalunga, Toscana, Italia) este o politiciană italiană.